# Хаџићи
Хаџићи су градско насеље и сједиште истоимене општине у кантону Сарајево.

## Култура
У Хаџићима се налази храм Српске православне цркве посвећен Рођењу Пресвете Богородице, основан почетком 20. века.

## Историја

### Рат у БиХ
Хаџићи су од 1992. до 1996. године били у саставу Републике Српске. Потписивањем Дејтонског споразума, Хаџићи су припали Федерацији БиХ, а цјелокупно српско становништво Хаџића, које је тада бројало више од 6.000 становника, преселило се у јануару 1996. у Братунац.

## Становништво
|                      | 2013.          | 1991.           | 1981.           | 1971.          |
| Укупно               | 4 993 (100,0%) | 5 639 (100,0%)  | 3 873 (100,0%)  | 2 524 (100,0%) |
| Бошњаци              | 4 617 (92,47%) | 2 575 (45,66%)1 | 1 433 (37,00%)1 | 759 (30,07%)1  |
| Босанци              | 115 (2,303%)   | –               | –               | –              |
| Срби                 | 65 (1,302%)    | 2 146 (38,06%)  | 1 497 (38,65%)  | 1 285 (50,91%) |
| Хрвати               | 58 (1,162%)    | 275 (4,877%)    | 239 (6,171%)    | 298 (11,81%)   |
| Босанци и Херцеговци | 41 (0,821%)    | –               | –               | –              |
| Неизјашњени          | 37 (0,741%)    | –               | –               | –              |
| Муслимани            | 25 (0,501%)    | –               | –               | –              |
| Остали               | 13 (0,260%)    | 194 (3,440%)    | 30 (0,775%)     | 25 (0,990%)    |
| Албанци              | 11 (0,220%)    | –               | 33 (0,852%)     | 14 (0,555%)    |
| Непознато            | 5 (0,100%)     | –               | –               | –              |
| Југословени          | 2 (0,040%)     | 449 (7,962%)    | 597 (15,41%)    | 78 (3,090%)    |
| Словенци             | 2 (0,040%)     | –               | 3 (0,077%)      | 3 (0,119%)     |
| Македонци            | 1 (0,020%)     | –               | 5 (0,129%)      | 7 (0,277%)     |
| Православци          | 1 (0,020%)     | –               | –               | –              |
| Црногорци            | –              | –               | 36 (0,930%)     | 55 (2,179%)    |

1. 1 На пописима од 1971. до 1991. Бошњаци су пописивани углавном као Муслимани.